# John Frederic Daniell

Ogniwo Daniella – dwa półogniwa są połączone przez klucz elektrolityczny przenoszący jony pomiędzy nimi. Elektrony przepływają zewnętrznym obwodem.

John Frederic Daniell (ur. 1790, zm. 1845) – angielski chemik, w 1836 roku skonstruował ogniwo Daniella. Laureat Medalu Rumforda i Medalu Copleya.